# Antoine de Sartine
Antoine Raymond Jean Gualbert Gabriel de Sartine, hrabia d'Alby (ur. 12 lipca 1729 w Barcelonie, zm. 7 września 1801 w Tarragonie) – francuski mąż stanu, szef policji Paryża (Lieutenant General de Police) w latach 1759–1774, w czasie rządów Ludwika XV i Sekretarz Stanu ds. floty w latach 1774–1780.

## Pochodzenie
Antoine de Sartine urodził się w Barcelonie w 1729 roku, Jako syn Antoine’a Sartine seniora, finansisty francuskiego pochodzenia, który przybył do Hiszpanii, gdy Filip V Burbon objął w niej władzę i służył jako intendent (intendente) Katalonii w latach 1726–1744. Matką Sartine'a juniora była Katarzyna Wilts, księżna Alba.

## Pierwsze lata we Francji
Po śmierci swej matki, Antoine de Sartine został wysłany do Francji, gdzie jego opiekunem był Charles Colabeau, handlowiec i jego przyjaciel. De Sartine studiował prawo w Paryżu. W roku 1752 otrzymał dokumenty na podstawie których stał się poddanym Ludwika XV. W tym samym roku został jako 23-latek doradcą w Châtelet – paryskim sądzie cywilnym i karnym. W 1755 zakupił urząd Criminal Lieutenant, tzn. najważniejszego sędziego kryminalnego. Dzięki temu otrzymał tytuł szlachecki. W końcu, w roku 1759 poślubił Marie-Anne Hardy du Plessis, wnuczkę Charlesa Colabeau. Cieszył się wówczas przychylnością Wersalu i dnia 21 listopada 1759 został szefem policji Paryża (Lieutenant General de Police). Rozpoczął urzędowanie w grudniu. Urząd sam odkupił od swego poprzednika Bertina za sumę 175,000 liwrów (na dzisiejsze pieniądze: ok. 850.000 $ z roku 2006), którą użyczył mu jego przyjaciel Guillaume-Chrétien de Lamoignon de Malesherbes.